# NGC 6255
NGC 6255 ist eine 12,8 mag helle balkenspiralförmige Low Surface Brightness Galaxy vom Hubble-Typ SBc im Sternbild Herkules und etwa 48 Millionen Lichtjahre von der Milchstraße entfernt.
Sie wurde am 16. Mai 1787 von Wilhelm Herschel mit einem 18,7-Zoll-Spiegelteleskop entdeckt, der sie dabei mit „eF, cL, iE, nearly in parallel“ beschrieb.